# 정옥근
정옥근(丁玉根, 1952년 3월 2일 ~ )은 대한민국 제27대 해군참모총장을 지낸 군인이다. 그리고 복지기금 횡령으로 징역 2년에 집행유예로 첫번째로 수형 생활을 하고, 방산 업체로부터 제3자 뇌물 수수로 징역 4년을 최종 선고받아 두번째로 수형 생활을 하였다.

## 생애
그는 송영무 등과 함께 현대적 해군 관련 국방 비리의 양대 모델이자 자신의 이익을 위해서라면 차라리 국가 안위도 팽개칠줄 아는 전직 해군총장이다. 원래 실제로는 실무자들이 일을 했지만, 해군본부 전력기획참모부장 재직시 이지스함(KDX-3), 대형수송함(LPH), 214급 잠수함등의 대한민국 내 건조 추진 및 해상초계기(P-3C) 2차 도입사업등 해군의 주요 전력사업을 추진하였다.
해군 교육사령관 임기 막바지 시절이던 2008년 3월 11일을 기하여 해군 대장 진급하였으며 9일 후 2008년 3월 20일을 기하여 해군참모총장으로 임명되었다.
2008년 10월에는 미·중·일·러 등 26개국 대표단 및 함정 22척이 참가한 대한민국 국제관함식을 개최하였으며, 2009년 3월에는 전투부대인 청해부대를 아프리카 소말리아해역에 파병하였다.
2009년 10월 지난 참여정부 말기 시절 계룡대 근무지원단 비리사건에 관하여 내부고발자인 해군 소령 김영수에 대하여 "지금 군인으로서의 신분을 망각하고 자기 일신을 위해서 그런 책임 없는 그런 사람의 말을 빌려서 그것이 마치 사실인 양 해군이 매도되는 것은 정말 안타까운 일" 이라고 발언하여 비판을 받았다.
2010년 2월에는 제7기동전단을 창설하였다. 재직 중 9개국의 우방국 방문을 통해 해군 간 군사교류협력 강화, 연합작전 능력 향상 및 우호증진 등 군사외교 활동을 전개하였으며 중국·인니 국제 관함식, 싱가포르 해양방산 전시회, UAE 군사협력회의 등에서 대한민국 해군의 능력과 함정 건조 능력을 홍보하였다.
2011년 2월 대검찰청 중앙수사부가 2008년 재직당시 업무추진비 유용사건 및 방산업체로의 로비의혹으로 내사중이라는 사실을 밝혔으며, 2012년 1월 해군 복지기금 5억여원을 횡령한 사실이 밝혀져 기소된 후 항소심에서 법정구속되었다. 이후, 대전교도소에서 약 1년간 수감 생활을 하고, 2차 항소심에서 징역 2년에 집행유예 3년을 선고받아 출소 하였다.
2013년 3월 3일 중앙성결교회 장로로 임직되었고, 교회에서 특별강연을 하는 영상에서 자신이 해군생활하면서 군함(Ship)을 타서 리더쉽, 신사도(젠틀맨쉽) 이런걸로 썰을 풀었는데 현재는 교회 홈페이지에 영상 검색이 안 된다.
2015년 2월 STX그룹 측에 사업 편의를 제공하고 7억 7천만원의 금품을 받은 혐의로 구속 기소되어 2015년 8월 서울중앙지방법원으로부터 징역 10년을 선고받았다. 수사 중 자신의 신분을 기독교 선교사인양 속여 몰수가 예상되는 재산을 처분하려 한 사실이 TV조선을 통해 폭로되어 물의를 빚기도 했다.
2017년 4월 결국 2년의 재판 결과로 4년의 실형 판결이 확정됐다.

## 학력
- 1975년 대한민국 해군사관학교 문학사 29기
- 1978년 대한민국 육군보병학교 위탁교육과정 수료
- 1979년 미국 미주리 종합군사학원 수료
- 1986년 프랑스 해군대학교 학사
- 1987년 프랑스 합동참모대학교 학사
- 1990년 대한민국 국방대학교 행정학사
- 1991년 대한민국 합동참모대학교 학사
- 2006년 경남대학교 북한대학원 행정학 석사(군사전략)

#### 비학위 수료
- 2000년 미국 조지워싱턴 대학교 아태지역 군사전략연구과정 수료

#### 명예 박사 학위
- 2009년 한남대학교 명예정치학박사

## 수상
- 1993년 대통령표창
- 1997년 보국훈장 삼일장
- 1999년 무공포장
- 2006년 보국훈장 천수장
- 2010년 보국훈장 통일장
- 2010년 프랑스 레종 도뇌르훈장

## 진급
- 1975.03 해군 소위
- 2000.07 해군 준장
- 2003.04 해군 소장
- 2006.12 해군 중장
- 2008.03 해군 대장

## 경력
- 1995.07 ~ 1996.04 경북함장(FF-956)
- 1998.03 ~ 2000.01 해군 작전사령부 작전참모처장
- 2000.12 ~ 2003.03 해군 진해기지사령관
- 2003.04 ~ 2004.11 국방대학교 부총장
- 2004.11 ~ 2005.11 해군 제1함대사령관
- 2005.11 ~ 2006.12 해군본부 전력기획참모부장
- 2006.12 ~ 2008.03 해군교육사령관
- 2008.03 ~ 2010.03 해군참모총장